# NGC 1811
NGC 1811 ist eine Spiralgalaxie vom Hubble-Typ Sa im Sternbild Taube am Südsternhimmel. Sie ist schätzungsweise 169 Millionen Lichtjahre von der Milchstraße entfernt und hat einen Durchmesser von etwa 85.000 Lj.

Im selben Himmelsareal befindet sich u. a. die Galaxie NGC 1812.
Das Objekt wurde am 6. November 1834 durch John Herschel entdeckt.